# 程杰成
程杰成（1962年9月—），男，汉族，黑龙江五常人，中国石油化工专家，大庆油田有限责任公司首席技术专家、教授级高级工程师，中国工程院院士。